# Imo (fleuve)
 (janvier 2016).
Si vous disposez d'ouvrages ou d'articles de référence ou si vous connaissez des sites web de qualité traitant du thème abordé ici, merci de compléter l'article en donnant les références utiles à sa vérifiabilité et en les liant à la section « Notes et références ».
Pour les articles homonymes, voir Imo.
L'Imo est un fleuve du sud du Nigeria.
Il prend sa source près d'Okigwe, dans l'État d'Imo, puis s'écoule sur environ 240 km avant de se jeter dans l'océan Atlantique, dans l'État d'Akwa Ibom. Son estuaire est large de 40 km.

## Affluents
- L'Otamiri (rd)
- L'Aba (rg)